# Towarzystwo Miłośników Ziemi Pszczyńskiej
Towarzystwo Miłośników Ziemi Pszczyńskiej – stowarzyszenie działające na terenie Pszczyny od 1958 roku i skupiające w swoich szeregach osoby zainteresowane historią lokalną. Posiada status organizacji pożytku publicznego.

## Cele Towarzystwa
Celem istnienia Towarzystwa jest poznawanie i popularyzacja historii ziemi pszczyńskiej. Dlatego od początku istnienia Towarzystwo opiekuje się zabytkami, wspiera ich odnowę. Popularyzacji wiedzy służy prowadzona działalność kulturalna i wydawnicza.

## Historia
Towarzystwo powstało w 1958 roku. Obecnie siedzibą jest budynek Muzeum Prasy Śląskiej im. Wojciecha Korfantego w Pszczynie przy ulicy Piastowskiej 26. Muzeum powstało z inicjatywy członków stowarzyszenia i od 1985-95 było przez Towarzystwo zarządzane.  Po przerwie ponownie objęło opiekę nad Muzeum w 2001 roku. 

## Prezesi
- Aleksander Spyra – od 1973[3]
- Grzegorz Cempura[4]

## Działalność

### Zespół regionalny „Pszczyna”
W 1960 roku z inicjatywy prezesa TMZP przy Klubie Spółdzielczości Pracy powstał zespół regionalny „Pszczyna”. W roku 1971 zespół otrzymał od Ministra Kultury i Sztuki nagrodę II stopnia. Kierownikiem artystycznym do 2016 roku był Aleksander Spyra, którego następcą została Katarzyna Janik. Celem istnienia zespołu jest popularyzacja kultury ludowej Ziemi Pszczyńskiej. Podczas występów zespół prezentuje nie tylko pieśni ludowe, ale również tańce, zwyczaje i obrzędy.

### Spotkania „Pod Brzymem”
W 1976 roku członkowie TMZP z Aleksandrem Spyrą postanowili zorganizować przegląd zespołów nazwany Spotkaniami „Pod Brzymem”.

### Orędownik kulturalny
W  marcu 1990 roku TMZP zaczęło wydawać pismo „Orędownik kulturalny”. Do 2015 roku, gdy pismo zostało zamknięte, ukazało się 141 numerów.

## Nagrody
2012 – „Wybraniec”, nagroda burmistrza Pszczyny w dziedzinie twórczości artystycznej, upowszechniania i ochrony kultury za rok 2012 dla TMZP, które było inicjatorem i koordynatorem renowacji organów nazywanych pozytywem z kościoła św. Jadwigi, a które są prezentowane w Muzeum Prasy Śląskiej

## Wybrane wydawnictwa
- 1987  Spyra A. Prasa na ziemi pszczyńskiej 1806-1939
- 2011 Pszczyna i ziemia pszczyńska na fotografiach i widokówkach z początku XX wieku[10]
- 2014 Spyra A. Rumian N.M. Gałaszek J. Madonny drewnianych kościołów na ziemi pszczyńskiej
- 2017 Aleksander Spyra, 10 portretów ewangelików zasłużonych dla Ziemi Pszczyńskiej, Burmistrz Pszczyny[11]